# Arthroleptis langeri
Arthroleptis langeri е вид жаба от семейство Arthroleptidae.

## Разпространение
Този вид е разпространен в Либерия.